# Tranque de relaves Laguna Seca
El tranque de relaves Laguna Seca es un depósito de residuos para la mina La Escondida ubicado en la Región de Antofagasta de Chile. Se encuentra, según el mapa de OpenStreetMap entre los cerros Bayo y La Chinchilla, al oeste de la parte norte del salar Punta Negra, en una pequeña cuenca endorreica, según las líneas de relieve  de la zona.

## Ubicación y descripción
El tranque comenzó a recibir relaves en enero de 2002. Su forma es la de una herradura siendo el muro la línea plana que une los dos extremos de la herradura. Cubre un área de aproximadamente 50 km². Su capacidad de almacenamiento es de 2100 hectómetros cúbicos (2100 cubos con aristas de 100 metros cada uno).: 7 

Esquema del funcionamiento de la mina Escondida. Fuente: Dafne Celis Sepúlveda.

En total el 21% del agua utilizada en el tratamiento del mineral de cobre es agua reutilizada, el 41% proviene de los pozos de Monturaqui, 15% es traída desde la planta desalinizadora en Coloso, el 13% proviene de los escurrimientos en la mina y el 10% de los pozos de Punta Negra.: 10 